# 1024
1024（千二十四、一〇二四、せんにじゅうよん、せんにじゅうし）は、自然数また整数において、1023の次で1025の前の数である。

## 性質
- 1024は合成数であり、約数は 1, 2, 4, 8, 16, 32, 64, 128, 256, 512, 1024 である。
  - 約数の和は2047。
  - 約数の和が奇数になる54番目の数である。1つ前は968、次は1058。
- 約数を11個もつ最小の数である。次は59049。
  - 約数を n 個もつ最小の数とみたとき。1つ前の10個は48、次の12個は60。(オンライン整数列大辞典の数列 A005179)
- 32番目の平方数である。1つ前は961、次は1089。
  - n = 2 のときの 32n の値とみたとき1つ前は32、次は32768。
- 1024 = (2 × 16)2
  - n = 16 のときの (2n)2 の値とみたとき1つ前は900、次は1156。(オンライン整数列大辞典の数列 A016742)
- 1024 = (4 × 8)2
  - n = 8 のときの (4n)2 の値とみたとき1つ前は784、次は1296。(オンライン整数列大辞典の数列 A016802)
  - n = 4 のときの (8n)2 の値とみたとき1つ前は576、次は1600。(オンライン整数列大辞典の数列 A016802)
- 1024 = 1 × 2 × 4 × 8 × 16
  - 16 の約数の積で表せる数である。1つ前は225、次は17。(オンライン整数列大辞典の数列 A007955)
  - 初項 1、公比 2 の等比数列における第5項までの総乗である。1つ前は64、次は32768。(オンライン整数列大辞典の数列 A006125)
    - この値は n = 5 のときの 2n(n−1)/2 の値である。
- 4番目の5乗数である。1つ前は243、次は3125。
  - n = 5 のときの 4n の値とみたとき1つ前は256、次は4096。
  - n = 4 のときの nn+1 の値とみたとき1つ前は81、次は15625。
  - n = 2 のときの 42n+1 の値とみたとき1つ前は64、次は16384。(オンライン整数列大辞典の数列 A013709)
- 1024 = 4 × 44
  - n = 4 のときの 4n4 の値とみたとき1つ前は324、次は2500。(オンライン整数列大辞典の数列 A141046)
  - n = 4 のときの n × 4n の値とみたとき1つ前は192、次は5120。(オンライン整数列大辞典の数列 A018215)
- 2番目の10乗数である。1つ前は1、次は59049。
- 10番目の2の累乗数である。1つ前は512、次は2048。
- 1024 = 210 × 30
  - 2i × 3j (i ≧ 0, j ≧ 0) で表せる41番目の数である。1つ前は972、次は1152。(オンライン整数列大辞典の数列 A003586)
- 1024 = (4 − 2)10 であり、16番目のフリードマン数 (Friedman number) 。1つ前は1022、次は1206。
  - 平方数がフリードマン数になる5番目の数である。1つ前は625、次は1296。
- 1/1024 = 0.0009765625
  - 2−10 に等しく、小数点以下10桁の有限小数である。
    - 2−n は 小数点以下 n 桁の有限小数になる。

  - 逆数が有限小数になる29番目の数である。1つ前は1000、次は1250。(オンライン整数列大辞典の数列 A003592)
    - 4桁の自然数の逆数で有限小数になるもののうち 1/1000 = 0.001 に次いで2番目に分母が大きい数である。
- 1024 = 2 × 83
  - n = 8 のときの 2n3 の値とみたとき1つ前は686、次は1458。(オンライン整数列大辞典の数列 A033431)
- 1024 = 83 + 83
  - 2つの正の数の立方数の和で表せる44番目の数である。1つ前は1008、次は1027。(オンライン整数列大辞典の数列 A003325)
- 1024 = (1 + 2 + 3 + 4) × 100 + 1 × 2 × 3 × 4
- 1024 = 23 + 23 + 23 + 103
  - 4つの正の数の立方数の和で表せる291番目の数である。1つ前は1017、次は1026。(オンライン整数列大辞典の数列 A003327)
- 完全数33550336の約数である。
  - 完全数の約数とみたとき25番目の数である。1つ前は1016、次は2032。(オンライン整数列大辞典の数列 A096360)
- 約数の和が1024になる数は2個ある。(651, 889) 約数の和2個で表せる66番目の数である。1つ前は1014、次は1026。
- 各位の和が7になる39番目の数である。1つ前は1015、次は1033。

## その他 1024 に関連すること
- 西暦1024年
- コンピュータで用いられる単位・ビットとバイトでは、二進数を扱う都合から、キロ(K)やメガ(M)といった接頭辞が、千（= 十の三乗）ではなく、千二十四（= 二の十乗）の冪乗を意味する。例えば、1 KB ＝ 1024 B、1 MB ＝ 1024 KB である。ただし、ハードディスクドライブの容量等では千の冪乗を用いることもあり、注意が必要である。混乱を避けるためキビ(Ki)、メビ(Mi)という接頭辞を用いる規格が1998年に承認された。詳しくは「2進接頭辞」を参照。
- 常用対数 log102 の近似値を求めるのに 210 = 1024 を使う方法がある。210 = 1024 ≒ 1000 = 103 として常用対数を求めると log102 = 0.3 を求めることができる。
- 2023年10月、日本のYouTuberグループ・フィッシャーズが、ファンとお化けの仮装をしてお化け屋敷を作るファンイベントにて総勢1024人を集め、ギネス世界記録に認定された。
- 1024×768